# ان‌جی‌سی ۴۳۱۴
ان‌جی‌سی ۴۳۱۴ یک کهکشان مارپیچی میله‌ای در فاصله‌ای حدودا 40 میلیون سال نوری در صورت فلکی گیسو است.